# Il futuro è finito
Il futuro è finito (2016) è un romanzo distonirico del 2016 di Federico De Caroli, il quarto ufficialmente pubblicato dal compositore e scrittore. Scritto nell'arco di cinque anni, fa parte di un progetto più ampio che comprende anche un album musicale e una serie di immagini fotografiche, entrambi correlati alle ambientazioni e ai personaggi del romanzo.

## Trama
La storia inizia con il protagonista (un uomo il cui nome viene citato solo nel penultimo capitolo) che narra in prima persona del suo sfratto e del nuovo alloggio in cui va ad abitare, in uno strano palazzo di uno strano quartiere che si rivela immediatamente foriero di fatti misteriosi e di una generale atmosfera di angoscia e insofferenza. Nullafacente e indigente, mangia pochissimo e trascorre le giornate esplorando la città, alla ricerca soprattutto dei percorsi urbani della sua infanzia e adolescenza. Disorientato in ogni senso, ha una serie di incontri casuali con personaggi legati alla sua famiglia o in qualche modo al suo passato e vive una sorta di percezione nel contempo conscia e subconscia dei quartieri che attraversa, sfiorato spesso dal dubbio che la sua realtà sia contaminata dai sogni che fa ogni notte.
Tra i vari episodi di quotidianità che si susseguono, alcuni sembrano lasciare indizi sul reale stato delle cose, pur restando scollegati tra loro e apparentemente irrisolti. Viene ingaggiato per un lavoro che lo porta a scoprire un deposito nascosto in cui vengono stoccati sacchi di un misterioso materiale e tenuti prigionieri individui in condizioni mostruose. Indaga incuriosito sull'enigmatica sparizione di una famiglia nel suo nuovo quartiere. Viene messo in contatto con una ragazza (Vilisa) che dovrebbe portarlo con sé a Los Angeles, ma rinuncia al viaggio a causa di un sogno premonitore e con lei finisce prima in una locanda dove sfuggono a un assassino, quindi in un borgo in cui lui resta quasi due mesi senza riuscire ad andarsene. E dove viene coinvolto da altri strani personaggi in ulteriori vicende e rivelazioni visionarie.
Tornato finalmente in città, scopre che durante la sua assenza è stata parzialmente abbandonata dai suoi abitanti  (alcuni inspiegabilmente deceduti) e che sembra essersi instaurato un nuovo assetto sociale. Ritrova Vilisa e con lei compie un viaggio a Maiorca, inizialmente vissuto come un'esperienza liberatoria e votata a un nuovo ottimismo, ma che si rivela poi altrettanto angosciante ed apice di una parabola onirica che culmina col vero risveglio nella sua vera vita.
A questo punto la narrazione rivela che è in atto una terribile invasione da parte di feroci creature altissime e dalla pelle carbonizzata, che hanno messo in atto uno sterminio globale lasciando in vita solo ristretti gruppi di individui che usano come collaboratori al massacro. Nello scenario urbano apocalittico di un mondo totalmente trasformato, il protagonista riesce a svincolarsi dal condizionamento psichico degli invasori e si unisce ad un altro sopravvissuto che lo convince ad allontanarsi dalla città confidando in un margine di temporanea salvezza. Nella loro ultima notte, i due discutono e analizzano una raggelante e nichilista ipotesi sulla vera natura degli sterminatori.

### Ambientazione
La città descritta nella prima parte del romanzo è una sorta di allegoria onirica e realistica di Savona, città natale dell'autore. Citata in un solo passaggio come Vanosa, viene descritta accuratamente in alcuni dei capitoli, assegnando a vie e piazze nomi anagrammati o assonanti di toponimi realmente esistenti in Savona. L'autore ottiene un'immagine della sua città che mescola caratteristiche del passato e del presente, nonché visioni distorte del tessuto urbano.

## La copertina
La copertina raffigura una costruzione realmente esistente a Savona, fotografata senza elaborazioni e artifici all'ora del tramonto in una giornata dai cieli particolarmente suggestivi. Sulla facciata in vetro scuro dell'edificio, appena visibile, è stata inserita l'immagine di un teschio. La figura in primo piano è quella dell'autore stesso, che indossa un paio di occhiali da saldatore utilizzati anche durante i concerti dedicati alla promozione dell'album Onirodrome Apocalypse.

## Pubblico e critica
Nei primi mesi dalla sua pubblicazione, il romanzo ha avuto una distribuzione frammentaria, nonostante la presenza su canali di rilevanza nazionale quali LaFeltrinelli e IBS. Trattandosi di un'edizione indipendente, di nicchia e comunque di una voluminosa opera di genere, non ha avuto un impatto commerciale rilevante, circolando per lo più tra appassionati di letteratura distopica e fantascientifica, presumibilmente interessati all'autore per la sua ben più cospicua fama in ambito musicale. Di fatto l'uscita anticipata del disco ha costituito il vero terreno preparatorio alla divulgazione del romanzo.
Tuttavia la critica indipendente ha speso ad oggi parole molto positive, sottolineando la corposa inventiva alla base della storia e le sue affascinanti e dettagliate situazioni oniriche, oltre al finale nichilista ed enigmatico che costituisce il vero fulcro dell'opera.
Scrive Roberto Franco su Critica Impura: Si può dire che con Il futuro è finito l’autore abbia realizzato il suo progetto letterario più completo e coerente.  Il Futuro è finito contiene spunti per altri tre o quattro romanzi, tante e di tale qualità sono le intuizioni narrative di De Caroli.
Roberto Breus Rocchi su Debaser: Ben oltre gli standard del romanzo distopico e ben oltre le prevedibili atmosfere di qualsiasi thriller futuribile, questo corposo racconto mette in gioco un labirinto visionario di luoghi e personaggi che attraverso gli intrecci del subconscio diventa metafora radicale della deriva individuale e sociale del nostro tempo. Assestando una mazzata finale che non lascia dubbi su quale “credo” l'autore abbia consolidato. (...) Parte con un passo riflessivo e quasi proustiano, cesellando stati d'animo e reticoli di ricordi, descrivendo una città (la città metamorfica) con un incredibile realismo di suggestioni oniriche; quindi trascina il lettore in una spirale di eventi enigmatici e carichi di simboli, che prendono corpo come un gigantesco affresco profetico.

## Il disco
Nell'ottobre 2014, un anno e mezzo prima dell'effettiva stampa del romanzo, l'autore pubblicò un disco di musica strumentale di genere ambient ed elettronica che condivide con il libro il sottotitolo (Onirodrome Apocalypse), la copertina e i titoli dei capitoli, parzialmente tradotti in latino classico; benché i capitoli siano sette e i brani otto, in quanto l'ultimo titolo è stato suddiviso nel disco in due parti.
Il disco interamente prodotto e realizzato dall'autore stesso - usando come di consueto lo pseudonimo Deca - è una sorta di colonna sonora che ricrea e suggerisce attraverso musica e rumori le vicende narrate nel romanzo. Le grafiche della copertina, oltre a riprodurre l'immagine usata anche per la copertina del libro, sono nettamente ispirate a precisi passaggi descritti nel romanzo.

## Edizioni
- Federico De Caroli, Il futuro è finito - Onirodrome Apocalypse, Distorsione Onirica, 2016,  p. 540, ISBN 9788892315525.